# Sant Joan de Mata
Sant Joan de Mata es el nombre de una variedad cultivar de manzano (Malus domestica) Esta manzana está cultivada en la colección de germoplasma de manzanas del CSIC, así mismo también está cultivada en la colección particular de manzanas de Cataluña "El pomari del Emili". Esta manzana es originaria de la Comunidad autónoma de Cataluña, macizo del Montseny provincia de Barcelona, donde tuvo su mejor época de cultivo comercial antes de la década de 1960.

## Sinónimos
- "Poma Sant Joan de Mata",[7]
- "Manzana San Juan de Mata"
- "Sant Juan mata baixa".[8]

## Historia
'Sant Joan de Mata' es una variedad de manzana de Cataluña, cuyo cultivo conoció cierta expansión en el pasado, pero que a causa de su constante regresión en el cultivo comercial no conservaban apenas importancia y prácticamente habían desaparecido de las nuevas plantaciones en 1971, así hay variedades tales como 'Camuesa de Llobregat' y 'Manyaga' que constituían en 1960 el 70% de la producción de manzana en la provincia de Barcelona y se encontraba la primera en otras nueve provincias y la segunda en seis y 'Normanda' que estaba muy difundida hasta 1960 entre los viveristas de Aragón (representaba el 25% de la cosecha en la cuenca del Jiloca). En 1971 Puerta-Romero y Veirat solo encontraron 184 ha de “Manyaga” (el 31% con más de 20 años), 81 ha de “Camuesa de Llobregat” (el 36% con más de 20 años) y ya no citan al cultivar “Normanda”.
'Sant Joan de Mata' está considerada incluida en las variedades locales autóctonas muy antiguas, cuyo cultivo se centraba en comarcas muy definidas. Se caracterizaban por su buena adaptación a sus ecosistemas y podrían tener interés genético en virtud de su adaptación. Se encontraban diseminadas por todas las regiones fruteras españolas, aunque eran especialmente frecuentes en la España húmeda. Estas se podían clasificar en dos subgrupos: de mesa y de sidra (aunque algunas tenían aptitud mixta).
'Sant Joan de Mata' es una variedad clasificada como de mesa; difundido su cultivo en el pasado por los viveros comerciales y cuyo cultivo en la actualidad se ha reducido a huertos familiares y jardines privados.

## Características
El manzano de la variedad 'Sant Joan de Mata' tiene un vigor medio; florece a finales de abril; tubo del cáliz ancho, cónico o medio y en forma de embudo con tubo corto, estambres insertos bajos.
La variedad de manzana 'Sant Joan de Mata' tiene un fruto de tamaño pequeño; forma cónica, muy aplastada de aspecto achatado; piel lisa, de tacto levemente graso; con color de fondo amarillo verdoso, sobre color ausente, acusa punteado uniforme blanco y otros ruginosos aureolados de blanco, y una sensibilidad al "russeting" (pardea miento áspero superficial que presentan algunas variedades) muy débil; pedúnculo largo, fino, engrosado en su extremo, sobresale dos tercios de la cavidad peduncular, anchura de la cavidad peduncular estrecha, profundidad de la cavidad peduncular poco profunda, con ruginosidad leve color grisáceo que cubre el fondo y sale a los bordes, borde irregular con cinco costillas, y con importancia del "russeting" en cavidad peduncular muy débil; anchura de la cav. calicina amplitud variada, profundidad de la cav. calicina variable, con un lado más alto que otro, fondo liso o marcando una roseta perlada y al mismo tiempo fruncida, bordes ondulados, y con importancia del "russeting" en cavidad calicina débil; ojo medio, semicerrado o herméticamente cerrado; sépalos fuertes, de forma triangular y puntas partidas.
Carne de color blanco-crema; sabor característico de la variedad, agradable; corazón bulbiforme e irregular, a veces con doble línea que lo enmarca; eje abierto y celdas semilunares o estrechas; semillas pequeñas, de color claro.
La manzana 'Sant Joan de Mata' tiene una época de maduración y recolección extra temprana, madura alrededor del día de San Juan a finales de junio. Aguanta poco tiempo. Se usa como manzana de mesa fresca.